# كتابات أورخون

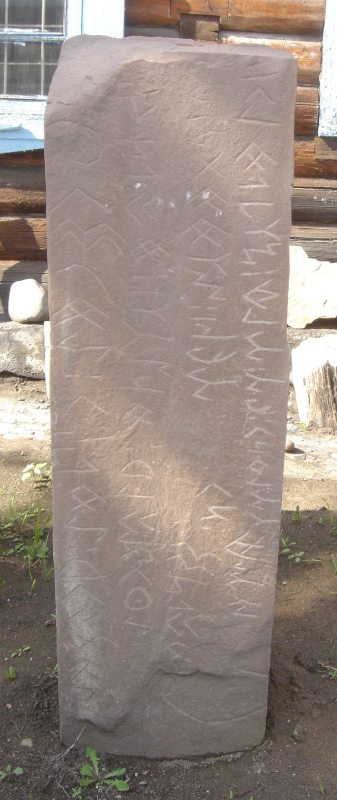

كتابات أورخون أو نقوش أورخون أو كتابات خاقانية الترك الأولى . وهي أول أثر كتاب معروف لدى الأتراك وهو مكتوب بالأبجدية التركية القديمة من قبل الكوكتورك. وقد خطَّ يولليج تيجين كتابات بيلكه خاقان وكول تكين. ويولليج تيجين في نفس الوقت هو ابن أخ بيلجا كاغان. وقد نُقشت هذه الكتابات الأثرية بأمل بقائها للأبد على حجر يُسمى حجر البانغو. وهذا الحجر في الميثولوجيا التركية باقٍ للأبد.
وجدت كتابات أورخون في عام 1889 في منغوليا في وادي أورخون. هذه الكتابات تعود إلى الخاقانية التركية الثانية. ويحتمل بأن تاريخ كتاباتها يعود إلى بدايات القرن الثامن الميلادي. وقد خُطت كتابة كول تكين في عام 732، وكتابة بيلكه خاقان في عام 735.
وقد تم فك كتابات أورخون في عام 1893 من قبل عالم اللغة الدنماركي فيلهلم تومسن وبمساعدة عالم اللهجات التركية الروسي فاسيلي رادولوف، وفي نفس العام في الخامس عشر من ديسمبر تم الإعلان عن هذا الاكتشاف للعالم في الأكاديمية الملكية الدنماركية للعلوم.

## اكتشافات الكتابات والتحقيقات التي تمت عليها
ذكر المؤرخ والشاعرالفارسي في القرن الثالث عشر عطاء ملك الجويني في كتابه «تاريخ جهانگشا»الكتابات المكتوبة الأبجدية التركية القديمة. وقد ذُكرت أيضًا تلك الكتابات في المصادر الصينية. ولم يمنع الجهل بها في دنيا العلم حتى القرن الثامن عشر والتاسع عشر بقائها إلى الآن.